# Mémorial Van Damme 2017
Navigation
Édition précédente Édition suivante
Le Mémorial Van Damme 2017 est la 41e édition du Mémorial Van Damme qui se déroule le 1er septembre 2017 au stade Roi Baudouin de Bruxelles, en Belgique. Il constitue la dernière étape et l'une des deux finales de la Ligue de diamant 2017.
Depuis 2017, le classement établi à l'issue des 12 premiers meetings détermine les qualifiés pour les finales, à Zurich et Bruxelles. Le vainqueur de chaque finale remporte le trophée de la Ligue de diamant.

## Résultats

### Hommes
| Rang | Athlète                  | Temps        |
| ---- | ------------------------ | ------------ |
|      | Noah Lyles               | 20 s 00      |
| 2    | Ameer Webb               | 20 s 01 (SB) |
| 3    | Ramil Guliyev            | 20 s 02 (SB) |
| 4    | Aaron Brown              | 20 s 17 (SB) |
| 5    | Christophe Lemaitre      | 20 s 21 (SB) |
| 6    | Zharnel Hughes           | 20 s 27      |
| 7    | Nethaneel Mitchell-Blake | 20 s 33      |
| 8    | Rasheed Dwyer            | 20 s 67      |

| Rang | Athlète            | Temps              |
| ---- | ------------------ | ------------------ |
|      | Nijel Amos         | 1 min 44 s 53      |
| 2    | Marcin Lewandowski | 1 min 44 s 77 (SB) |
| 3    | Adam Kszczot       | 1 min 44 s 84 (SB) |
| 4    | Kipyegon Bett      | 1 min 45 s 21      |
| 5    | Ferguson Rotich    | 1 min 45 s 25      |
| 6    | Alfred Kipketer    | 1 min 46 s 27      |
| 7    | Elliot Giles       | 1 min 47 s 03      |
| 8    | Asbel Kiprop       | 1 min 49 s 85      |

| Rang | Athlète            | Temps   |
| ---- | ------------------ | ------- |
|      | Sergueï Choubenkov | 13 s 14 |
| 2    | Orlando Ortega     | 13 s 17 |
| 3    | Aries Merritt      | 13 s 20 |
| 4    | Devon Allen        | 13 s 24 |
| 5    | Ronald Levy        | 13 s 41 |
| 6    | Garfield Darien    | 13 s 42 |
| 7    | Milan Trajkovic    | 13 s 47 |
| 8    | Shane Brathwaite   | 13 s 49 |

| Rang | Athlète                | Temps              |
| ---- | ---------------------- | ------------------ |
|      | Conseslus Kipruto      | 8 min 4 s 73       |
| 2    | Soufiane El Bakkali    | 8 min 4 s 83 (PB)  |
| 3    | Evan Jager             | 8 min 11 s 71      |
| 4    | Stanley Kebenei        | 8 min 11 s 93      |
| 5    | Nicholas Kiptanui Bett | 8 min 12 s 20 (SB) |
| 6    | Benjamin Kigen         | 8 min 13 s 06      |
| 7    | Amos Kirui             | 8 min 18 s 32      |
| 8    | Yemane Haileselassie   | 8 min 19 s 19      |

| Rang | Athlète              | Temps   |
| ---- | -------------------- | ------- |
|      | Christian Taylor     | 17,49 m |
| 2    | Will Claye           | 17,35 m |
| 3    | Pedro Pablo Pichardo | 17,32 m |
| 4    | Troy Doris           | 16,64 m |
| 5    | Alexis Copello       | 16,55 m |
| 6    | Chris Benard         | 16,37 m |
| 7    | Jean-Marc Pontvianne | 16,36 m |
| 8    | Omar Craddock        | 15,89 m |

| Rang | Athlète           | Marque          |
| ---- | ----------------- | --------------- |
|      | Darrell Hill      | 22,44 m (MR,PB) |
| 2    | Ryan Crouser      | 22,37 m         |
| 3    | Joe Kovacs        | 21,62 m         |
| 4    | David Storl       | 21,47 m         |
| 5    | Tomáš Staněk      | 21,39 m         |
| 6    | Tomas Walsh       | 21,38 m         |
| 7    | O'Dayne Richards  | 21,07 m         |
| 8    | Konrad Bukowiecki | 20,54 m         |

| \| Rang \| Athlète \| Marque \| \| ---- \| ----------------- \| ------------ \| \| \| Andrius Gudžius \| 68,16 m \| \| 2 \| Fedrick Dacres \| 66,31 m \| \| 3 \| Piotr Małachowski \| 65,73 m \| \| 4 \| Philip Milanov \| 64,76 m \| \| 5 \| Christoph Harting \| 64,55 m (SB) \| \| 6 \| Robert Urbanek \| 64,20 m \| \| 7 \| Daniel Ståhl \| 64,18 m \| \| 8 \| Robert Harting \| 63,96 m \| |                   |              |
| Rang | Athlète           | Marque       |
| | Andrius Gudžius   | 68,16 m      |
| 2 | Fedrick Dacres    | 66,31 m      |
| 3 | Piotr Małachowski | 65,73 m      |
| 4 | Philip Milanov    | 64,76 m      |
| 5 | Christoph Harting | 64,55 m (SB) |
| 6 | Robert Urbanek    | 64,20 m      |
| 7 | Daniel Ståhl      | 64,18 m      |
| 8 | Robert Harting    | 63,96 m      |

### Femmes
| Rang | Athlète             | Temps   |
| ---- | ------------------- | ------- |
|      | Elaine Thompson     | 10 s 92 |
| 2    | Marie-Josée Ta Lou  | 10 s 93 |
| 3    | Blessing Okagbare   | 11 s 07 |
| 4    | Michelle-Lee Ahye   | 11 s 07 |
| 5    | Tianna Bartoletta   | 11 s 14 |
| 6    | Morolake Akinosun   | 11 s 15 |
| 7    | Jura Levy           | 11 s 17 |
| 8    | Christania Williams | 11 s 35 |

| Rang | Athlète                 | Temps        |
| ---- | ----------------------- | ------------ |
|      | Shaunae Miller-Uibo     | 49 s 46 (WL) |
| 2    | Salwa Eid Naser         | 49 s 88 (NR) |
| 3    | Courtney Okolo          | 50 s 91      |
| 4    | Natasha Hastings        | 50 s 98      |
| 5    | Shericka Jackson        | 51 s 16      |
| 6    | Novlene Williams-Mills  | 51 s 27      |
| 7    | Stephenie Ann McPherson | 51 s 72      |
| 8    | Lydia Jele              | 53 s 11      |

| Rang | Athlète           | Temps              |
| ---- | ----------------- | ------------------ |
|      | Faith Kipyegon    | 3 min 57 s 04 (SB) |
| 2    | Sifan Hassan      | 3 min 57 s 22      |
| 3    | Winny Chebet      | 4 min 0 s 18       |
| 4    | Gudaf Tsegay      | 4 min 0 s 36       |
| 5    | Meraf Bahta       | 4 min 0 s 49 (PB)  |
| 6    | Jennifer Simpson  | 4 min 0 s 70 (SB)  |
| 7    | Laura Weightman   | 4 min 0 s 71 (SB)  |
| 8    | Angelika Cichocka | 4 min 2 s 77       |

| Rang | Athlète                     | Temps               |
| ---- | --------------------------- | ------------------- |
|      | Hellen Obiri                | 14 min 25 s 88      |
| 2    | Caroline Chepkoech Kipkirui | 14 min 27 s 55 (PB) |
| 3    | Senbere Teferi              | 14 min 32 s 03      |
| 4    | Margaret Chelimo            | 14 min 32 s 82 (PB) |
| 5    | Beatrice Chepkoech          | 14 min 39 s 33      |
| 6    | Lilian Kasait Rengeruk      | 14 min 41 s 61      |
| 7    | Letesenbet Gidey            | 14 min 42 s 74      |
| 8    | Eilish McColgan             | 14 min 48 s 49 (PB) |

| Rang | Athlète             | Marque       |
| ---- | ------------------- | ------------ |
|      | Dalilah Muhammad    | 53 s 89      |
| 2    | Zuzana Hejnová      | 53 s 93 (SB) |
| 3    | Ashley Spencer      | 54 s 92      |
| 4    | Eilidh Doyle        | 55 s 04      |
| 5    | Sara Slott Petersen | 55 s 54      |
| 6    | Janieve Russell     | 55 s 60      |
| 7    | Lea Sprunger        | 55 s 98      |
| 8    | Wenda Nel           | 56 s 30      |

| Rang | Athlète           | Marque |
| ---- | ----------------- | ------ |
|      | Mariya Lasitskene | 2,02 m |
| 2    | Yuliya Levchenko  | 1,94 m |
| 3    | Michaela Hrubá    | 1,88 m |
| 4    | Nafissatou Thiam  | 1,88 m |
| 5    | Kamila Lićwinko   | 1,88 m |
| 6    | Sofie Skoog       | 1,84 m |
| 7    | Levern Spencer    | 1,84 m |
| 8    | Mirela Demireva   | 1,84 m |

| Rang | Athlète             | Marque       |
| ---- | ------------------- | ------------ |
|      | Ekateríni Stefanídi | 4,85 m       |
| 2    | Sandi Morris        | 4,75 m       |
| 3    | Alysha Newman       | 4,75 m (=NR) |
| 4    | Katie Nageotte      | 4,65 m       |
| 5    | Nicole Büchler      | 4,65 m       |
| 6    | Holly Bradshaw      | 4,55 m       |
| 7    | Lisa Ryzih          | 4,55 m       |
| 8    | Michaela Meijer     | 4,55 m       |

| Rang | Athlète            | Marque |
| ---- | ------------------ | ------ |
|      | Ivana Španović     | 6,70 m |
| 2    | Lorraine Ugen      | 6,65 m |
| 3    | Shakeelah Saunders | 6,64 m |
| 4    | Tianna Bartoletta  | 6,63 m |
| 5    | Brittney Reese     | 6,61 m |
| 6    | Shara Proctor      | 6,50 m |
| 7    | Darya Klishina     | 6,49 m |
| 8    | Claudia Salman     | 6,21 m |

| \| Rang \| Athlète \| Marque \| \| ---- \| -------------------- \| ------- \| \| \| Sandra Perković \| 68,82 m \| \| 2 \| Dani Stevens \| 65,85 m \| \| 3 \| Denia Caballero \| 64,61 m \| \| 4 \| Nadine Müller \| 62,85 m \| \| 5 \| Mélina Robert-Michon \| 62,49 m \| \| 6 \| Whitney Ashley \| 62,14 m \| \| 7 \| Yaime Pérez \| 61,45 m \| \| 8 \| Julia Harting \| 59,89 m \| |                      |         |
| Rang | Athlète              | Marque  |
| | Sandra Perković      | 68,82 m |
| 2 | Dani Stevens         | 65,85 m |
| 3 | Denia Caballero      | 64,61 m |
| 4 | Nadine Müller        | 62,85 m |
| 5 | Mélina Robert-Michon | 62,49 m |
| 6 | Whitney Ashley       | 62,14 m |
| 7 | Yaime Pérez          | 61,45 m |
| 8 | Julia Harting        | 59,89 m |

## Légende
Records et Performances
- AR : Record continental (area record)
- CR : Record des championnats (championship record)
- MR : Record du meeting (meet record)
- NR : Record national (national record)
- OR : Record olympique (olympic record)
- PR : Record paralympique (paralympic record)
- PB : Record personnel (personal best)
- SB : Meilleure performance personnelle de la saison (season's best)
- WL : Meilleure performance mondiale de l'année (world leader)
- WJR : Record du monde junior (world junior record)
- WR : Record du monde (world record)

Circonstances et Conditions
- DNF : N'a pas terminé (did not finish)
- DNS : N'a pas pris le départ (did not start)
- DQ : Disqualification (disqualification)
- NM : Aucun essai valable enregistré (No Mark)
- Q : Qualifié « directement » au prochain tour (ou à la prochaine compétition), lors d'une compétition majeure, grâce au classement ou à la réalisation des minima (automatic qualifier)
- q : Qualifié au prochain tour (ou à la prochaine compétition), lors d'une compétition majeure, grâce au repêchage ou à la réalisation de l'une des meilleures performances parmi celles des « non qualifiés directement » (grâce au meilleur temps ou à la meilleure distance par exemple) (secondary qualifier)